# Författarnas andelslag
Författarnas andelslag var ett österbottniskt förlagskooperativ som var verksamt 1973–2005. 
Författarnas andelslag tillkom delvis i protest mot utgivningspolitiken på de finlandssvenska förlagen i Helsingfors som ansågs diskriminera författare i regionerna. Förlaget byggde på skribenternas egen medverkan i hela processen från manuskript till färdig bok och marknadsföring. Bland författare som utkom på andelslaget märks Gösta Ågren, som var dess första styrelseordförande, Gurli Lindén, Anna-Lisa Sahlström, Eva-Stina Byggmästar och Gunnel Högholm.